# Tirreno-Adriatico 1971
Tirreno-Adriatico 1971 est la 6e édition de la course cycliste par étapes italienne Tirreno-Adriatico. L’épreuve se déroule sur cinq étapes entre le 10 et le 14 mars 1971, sur un parcours total de 985 km. 
Le vainqueur de la course est l’Italien Italo Zilioli (Ferretti).

## Classements des étapes
| Étape | Date    | Villes étapes                    | km    | Vainqueur d’étape        | Leader du classement général |
| ----- | ------- | -------------------------------- | ----- | ------------------------ | ---------------------------- |
| 1     | 10 mars | Ladispoli - Fiuggi               | 208,0 | Gianni Motta (ITA)       | Gianni Motta (ITA)           |
| 2     | 11 mars | Alatri - Pescasseroli            | 181,0 | Italo Zilioli (ITA)      | Italo Zilioli (ITA)          |
| 3     | 12 mars | Pescasseroli - Pineto di Pescaro | 184,0 | Guido Reybrouck (BEL)    | Italo Zilioli (ITA)          |
| 4     | 13 mars | Pineto - Civitanova Marche       | 202,0 | Giuseppe Beghetto (ITA)  | Italo Zilioli (ITA)          |
| 5     | 14 mars | S.B del Tronto - S.B del Tronto  | 210,0 | Giancarlo Polidori (ITA) | Italo Zilioli (ITA)          |

## Classement général
|    | Cycliste            | Pays     | Équipe    | Temps            |
| -- | ------------------- | -------- | --------- | ---------------- |
| 1  | Italo Zilioli       | Italie   | Ferretti  | 26 h 33 min 18 s |
| 2  | Georges Pintens     | Belgique | Hertekamp | + 1 min 24 s     |
| 3  | Marcello Bergamo    | Italie   | Filotex   | + 1 min 31 s     |
| 4  | Pierfranco Vianelli | Italie   | Dreher    | + 1 min 46 s     |
| 5  | Aldo Moser          | Italie   | G.B.C.    | + 1 min 48 s     |
| 6  | Enrico Maggioni     | Italie   | Cosatto   | + 2 min 16 s     |
| 7  | Gianni Motta        | Italie   | Salvarani | + 3 min 16 s     |
| 8  | Giancarlo Polidori  | Italie   | Scic      | + 3 min 36 s     |
| 9  | Noël Van Clooster   | Belgique | Hertekamp | + 3 min 51 s     |
| 10 | Davide Boifava      | Italie   | Scic      | + 3 min 55 s     |